# Брайрклифф (Арканзас)
Брайрклифф (англ. Briarcliff, Arkansas) — город, расположенный в округе Бакстер (штат Арканзас, США) с населением в 240 человек по статистическим данным переписи 2000 года.

## География
По данным Бюро переписи населения США город Брайрклифф имеет общую площадь в 4,66 квадратных километров, водных ресурсов в черте населённого пункта не имеется.
Брайрклифф расположен на высоте 219 метров над уровнем моря.

## Демография
По данным переписи населения 2000 года в Брайрклиффе проживало 240 человек, 68 семей, насчитывалось 98 домашних хозяйств и 117 жилых домов. Средняя плотность населения составляла около 51,1 человек на один квадратный километр. Расовый состав Брайрклиффа по данным переписи распределился следующим образом: 97,92 % белых, 0,83 % — коренных американцев, 1,25 % — представителей смешанных рас.
Из 98 домашних хозяйств в 32,7 % — воспитывали детей в возрасте до 18 лет, 56,1 % представляли собой совместно проживающие супружеские пары, в 10,2 % семей женщины проживали без мужей, 30,6 % не имели семей. 29,6 % от общего числа семей на момент переписи жили самостоятельно, при этом 14,3 % составили одинокие пожилые люди в возрасте 65 лет и старше. Средний размер домашнего хозяйства составил 2,45 человек, а средний размер семьи — 2,94 человек.
Население города по возрастному диапазону по данным переписи 2000 года распределилось следующим образом: 29,2 % — жители младше 18 лет, 7,5 % — между 18 и 24 годами, 22,1 % — от 25 до 44 лет, 24,6 % — от 45 до 64 лет и 16,7 % — в возрасте 65 лет и старше. Средний возраст жителей составил 38 лет. На каждые 100 женщин в Брайрклиффе приходилось 101,7 мужчин, при этом на каждые сто женщин 18 лет и старше приходилось 104,8 мужчин также старше 18 лет.
Средний доход на одно домашнее хозяйство в городе составил 26 875 долларов США, а средний доход на одну семью — 32 188 долларов. При этом мужчины имели средний доход в 26 000 долларов США в год против 16 250 долларов среднегодового дохода у женщин. Доход на душу населения в городе составил 16 420 долларов в год. 9,0 % от всего числа семей в округе и 13,7 % от всей численности населения находилось на момент переписи населения за чертой бедности, при этом 21,7 % из них были моложе 18 лет и 5,1 % — в возрасте 65 лет и старше.